# Liparetrus carnei
Liparetrus carnei är en skalbaggsart som beskrevs av Britton 1980. Liparetrus carnei ingår i släktet Liparetrus och familjen Melolonthidae. Inga underarter finns listade i Catalogue of Life.